# Кунце, Хорст
Хорст Кунце (нем. Horst Kunze) (22 сентября 1909, Дрезден, Германия — 18 июля 2000, Берлин, Германия) — немецкий библиотечный деятель, профессор, учёный, Доктор философии.

## Биография
Родился 22 сентября 1909 года в Дрездене. С 1948 по 1950 год занимал должность преподавателя библиотечного дела в Берлинском и Галлском университетах. В 1950 году был избран генеральным директором Публичной научной библиотеки ГДР, данную должность он занимал вплоть до 1977 года, одновременно с этим в 1959 году был избран директором института, данную должность он занимал вплоть до 1974 года. В 1964 году был избран президентом Немецкого библиотечного объединения.
Скончался 18 июля 2000 года в Берлине.

## Научные работы
Основные научные работы посвящены библиографоведению, библиотековедению, искусству, книговедению и литературоведению. Автор свыше 400 научных работ.

### Список избранных научных работ
- Wissenschaftliches Arbeiten. Eine Einführung, Akademie-Verlag, Berlin 1958 (2. Auflage 1959).
- Über das registermachen 3, erweiterte Auflage. VEB Bibliographisches Institut, Leipzig 1968.
- Geschichte der Buchillustration in Deutschland. Das 15. Jahrhundert. Insel-Verlag, Leipzig 1975 (2 Bände: Bildband, Textband).
- (mit Heinz Wegehaupt) Spiegel proletarischer Kinder- und Jugendliteratur 1870–1936. Kinderbuchverlag, Berlin 1985.
- Geschichte der Buchillustration in Deutschland. Das 16. und 17. Jahrhundert. Insel-Verlag, Frankfurt a. M. / Leipzig 1993 (2 Bände: Bildband, Textband).
- Werner Klemke: Lebensbild und Bibliographie seines buchkünstlerischen Werkes. Burgart-Presse, Rudolstadt 1999, ISBN 3-910206-30-1.